# 国际睡眠障碍分类
国际睡眠障碍分类（ International Classification of Sleep Disorders, ICSD）是「为睡眠和睡眠医学领域的临床医生和研究人员提供的主要诊断、流行病学和编码资源」。  ICSD 由美国睡眠医学会（AASM）与欧洲睡眠研究学会、日本睡眠学会和拉丁美洲睡眠学会联合制定。该分类是对睡眠和觉醒障碍诊断分类（DCSAD）的修订和更新，该分类由睡眠障碍中心协会（ASDC）和睡眠心理生理学研究协会制定，并于1979年发表在期刊上。  AASM于2005年出版第二版ICSD-2，于2014年发布第三版ICSD-3，于2023年发布了第三版文本修訂版 (ICSD-3-TR) 。 